# Chantenay-Villedieu
Chantenay-Villedieu est une commune française, située dans le département de la Sarthe en région Pays de la Loire, peuplée de 816 habitants.
La commune fait partie de la province historique du Maine, et se situe dans la Champagne mancelle.

## Géographie
Chantenay-Villedieu est une commune sarthoise située à 17 km de Sablé-sur-Sarthe, 30 km de La Flèche et 35 km du Mans. La commune est bordée par le ruisseau des Deux Fonds et celui de la Morinière.
| Saint-Ouen-en-Champagne | Saint-Christophe-en-Champagne | Saint-Pierre-des-Bois, Vallon-sur-Gée |
| Chevillé                | Chantenay-Villedieu           | Pirmil                                |
| Fontenay-sur-Vègre      | Tassé                         |                                       |

### Climat
Pour des articles plus généraux, voir Climat des Pays de la Loire et Climat de la Sarthe.
En 2010, le climat de la commune est de type climat océanique dégradé des plaines du Centre et du Nord, selon une étude du CNRS s'appuyant sur une série de données couvrant la période 1971-2000. En 2020, Météo-France publie une typologie des climats de la France métropolitaine dans laquelle la commune est exposée à un climat océanique et est dans la région climatique  Moyenne vallée de la Loire, caractérisée par une bonne insolation (1 850 h/an) et un été peu pluvieux. 
Pour la période 1971-2000, la température annuelle moyenne est de 11,3 °C, avec une amplitude thermique annuelle de 14,2 °C. Le cumul annuel moyen de précipitations est de 705 mm, avec 11,9 jours de précipitations en janvier et 6,7 jours en juillet. Pour la période 1991-2020, la température moyenne annuelle observée sur la station météorologique de Météo-France la plus proche, sur la commune de Saint-Loup-du-Dorat à 19 km à vol d'oiseau, est de 12,2 °C et le cumul annuel moyen de précipitations est de 760,0 mm,. Pour l'avenir, les paramètres climatiques de la commune estimés pour 2050 selon différents scénarios d'émission de gaz à effet de serre sont consultables sur un site dédié publié par Météo-France en novembre 2022.

## Urbanisme

### Typologie
Au 1er janvier 2024, Chantenay-Villedieu est catégorisée commune rurale à habitat dispersé, selon la nouvelle grille communale de densité à sept niveaux définie par l'Insee en 2022.
Elle est située hors unité urbaine. Par ailleurs la commune fait partie de l'aire d'attraction de Sablé-sur-Sarthe, dont elle est une commune de la couronne,. Cette aire, qui regroupe 39 communes, est catégorisée dans les aires de moins de 50 000 habitants,.

### Occupation des sols
L'occupation des sols de la commune, telle qu'elle ressort de la base de données européenne d’occupation biophysique des sols Corine Land Cover (CLC), est marquée par l'importance des territoires agricoles (95,6 % en 2018), en diminution par rapport à 1990 (96,6 %). La répartition détaillée en 2018 est la suivante : 
terres arables (68,2 %), prairies (26,1 %), forêts (2,4 %), zones urbanisées (2 %), zones agricoles hétérogènes (1,3 %). L'évolution de l’occupation des sols de la commune et de ses infrastructures peut être observée sur les différentes représentations cartographiques du territoire : la carte de Cassini (XVIIIe siècle), la carte d'état-major (1820-1866) et les cartes ou photos aériennes de l'IGN pour la période actuelle (1950 à aujourd'hui).

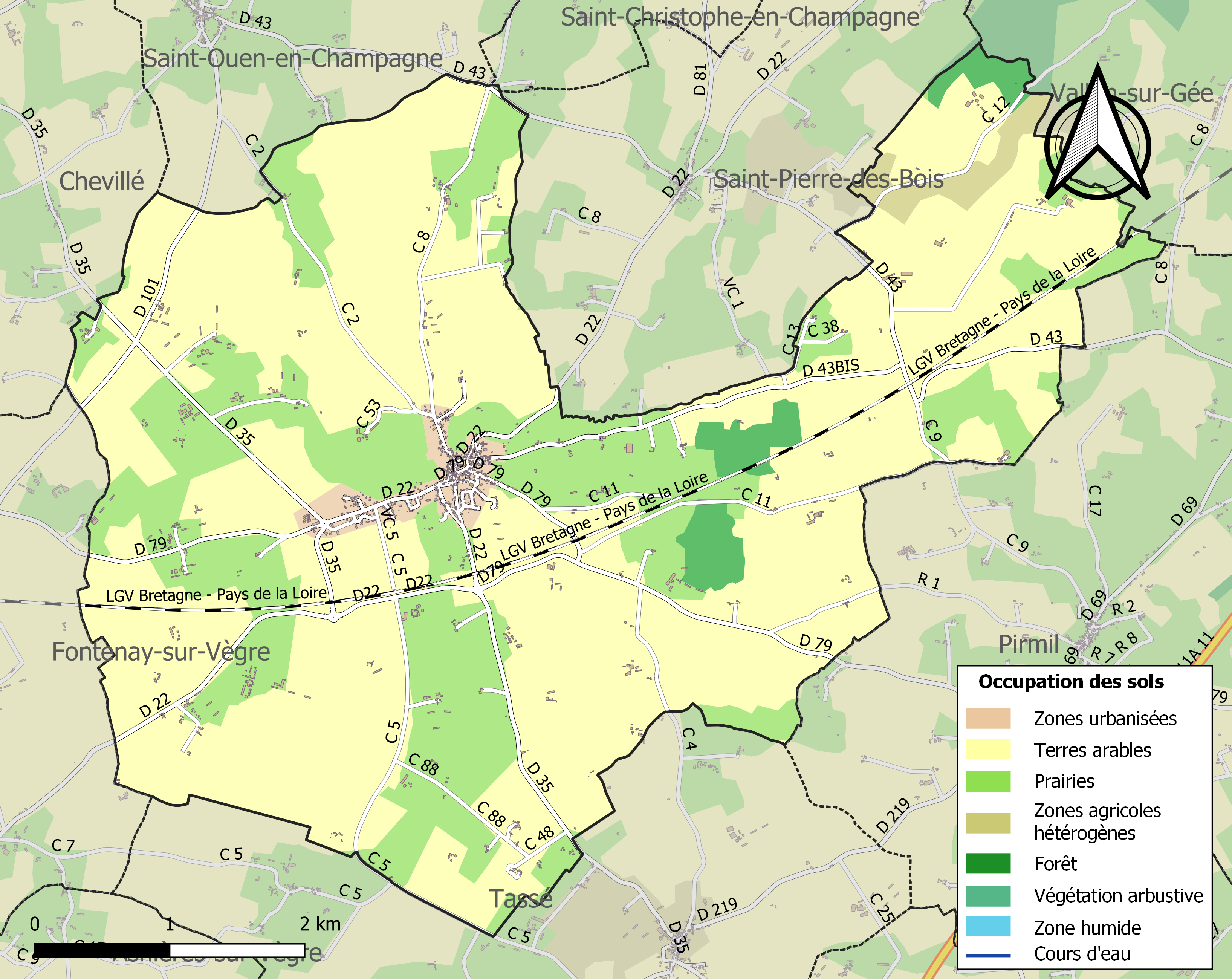
Carte des infrastructures et de l'occupation des sols de la commune en 2018 (CLC).

## Toponymie
Le gentilé est Chantenaysien.

## Histoire
Administrativement de la province du Maine, généralité de Tours, élection de La Flèche, grenier à sel de Loué. Sur le plan religieux du diocèse du Mans (le prieuré dépendant de l’abbaye de la Couture), de l’archidiaconé de Sablé et du doyenné de Brûlon.
- En mars 1790, à la Révolution, la ville est rattachée au district de Sablé et devient chef-lieu de canton.
- En avril 1795 à la suppression des districts, le canton est rattaché à l’arrondissement de La Flèche.
- En janvier 1801, une nouvelle réorganisation administrative supprime le canton de Chantenay et la rattache à celui de Brûlon.

## Héraldique
| Armes de Chantenay-Villedieu | Les armoiries de Chantenay-Villedieu se blasonnent ainsi : D'azur à l'épi de blé d'or en pal, à la marguerite au naturel en bande et au bluet au naturel en barre, mouvant (hissant) tous trois d'une touffe d'herbe de sinople et surmontés d'un poisson en fasce d'argent. |

## Politique et administration
| Période                                  | Période   | Identité         | Étiquette | Qualité                         |
| ---------------------------------------- | --------- | ---------------- | --------- | ------------------------------- |
| juin 1995                                | mars 2014 | Christian Chanal | SE        | Agriculteur                     |
| mars 2014                                | En cours  | Régis Cerbelle   | SE        | Retraité directeur d'entreprise |
| Les données manquantes sont à compléter. |           |                  |           |                                 |

## Démographie
L'évolution du nombre d'habitants est connue à travers les recensements de la population effectués dans la commune depuis 1793. Pour les communes de moins de 10 000 habitants, une enquête de recensement portant sur toute la population est réalisée tous les cinq ans, les populations de référence des années intermédiaires étant quant à elles estimées par interpolation ou extrapolation. Pour la commune, le premier recensement exhaustif entrant dans le cadre du nouveau dispositif a été réalisé en 2005.
En 2022, la commune comptait 816 habitants, en évolution de −5,01 % par rapport à 2016 (Sarthe : −0,25 %, France hors Mayotte : +2,11 %).
| 1793  | 1800  | 1806  | 1821  | 1831  | 1836  | 1841  | 1846  | 1851  |
| ----- | ----- | ----- | ----- | ----- | ----- | ----- | ----- | ----- |
| 1 090 | 1 131 | 1 154 | 1 218 | 1 358 | 1 410 | 1 531 | 1 546 | 1 459 |

| 1856  | 1861  | 1866  | 1872  | 1876  | 1881  | 1886  | 1891  | 1896  |
| ----- | ----- | ----- | ----- | ----- | ----- | ----- | ----- | ----- |
| 1 632 | 1 426 | 1 459 | 1 393 | 1 383 | 1 272 | 1 184 | 1 208 | 1 226 |

| 1901  | 1906  | 1911  | 1921  | 1926  | 1931  | 1936  | 1946  | 1954 |
| ----- | ----- | ----- | ----- | ----- | ----- | ----- | ----- | ---- |
| 1 145 | 1 129 | 1 155 | 1 054 | 1 027 | 1 018 | 1 013 | 1 005 | 948  |

| 1962 | 1968 | 1975 | 1982 | 1990 | 1999 | 2005 | 2006 | 2010 |
| ---- | ---- | ---- | ---- | ---- | ---- | ---- | ---- | ---- |
| 913  | 804  | 738  | 714  | 648  | 727  | 857  | 861  | 884  |

| 2015 | 2020 | 2022 | - | - | - | - | - | - |
| ---- | ---- | ---- | - | - | - | - | - | - |
| 862  | 829  | 816  | - | - | - | - | - | - |

## Économie
Le village compte une trentaine de commerçants et artisans ainsi qu'une zone artisanale à l'ouest.

## Lieux et monuments

### Le prieuré Saint-Jean-Baptiste
Ancien prieuré, place de la Mairie, fondé par les religieux de l'abbaye de la Couture du Mans (fin du XIe ou début du XIIe siècle), occupé par les bénédictins jusqu'en 1412. Il était séparé de l'église par une impasse et leur chapelle, dédiée à saint Martin. Le logis principal, avec sa tour hexagonale, est maintenant la mairie de Chantenay.

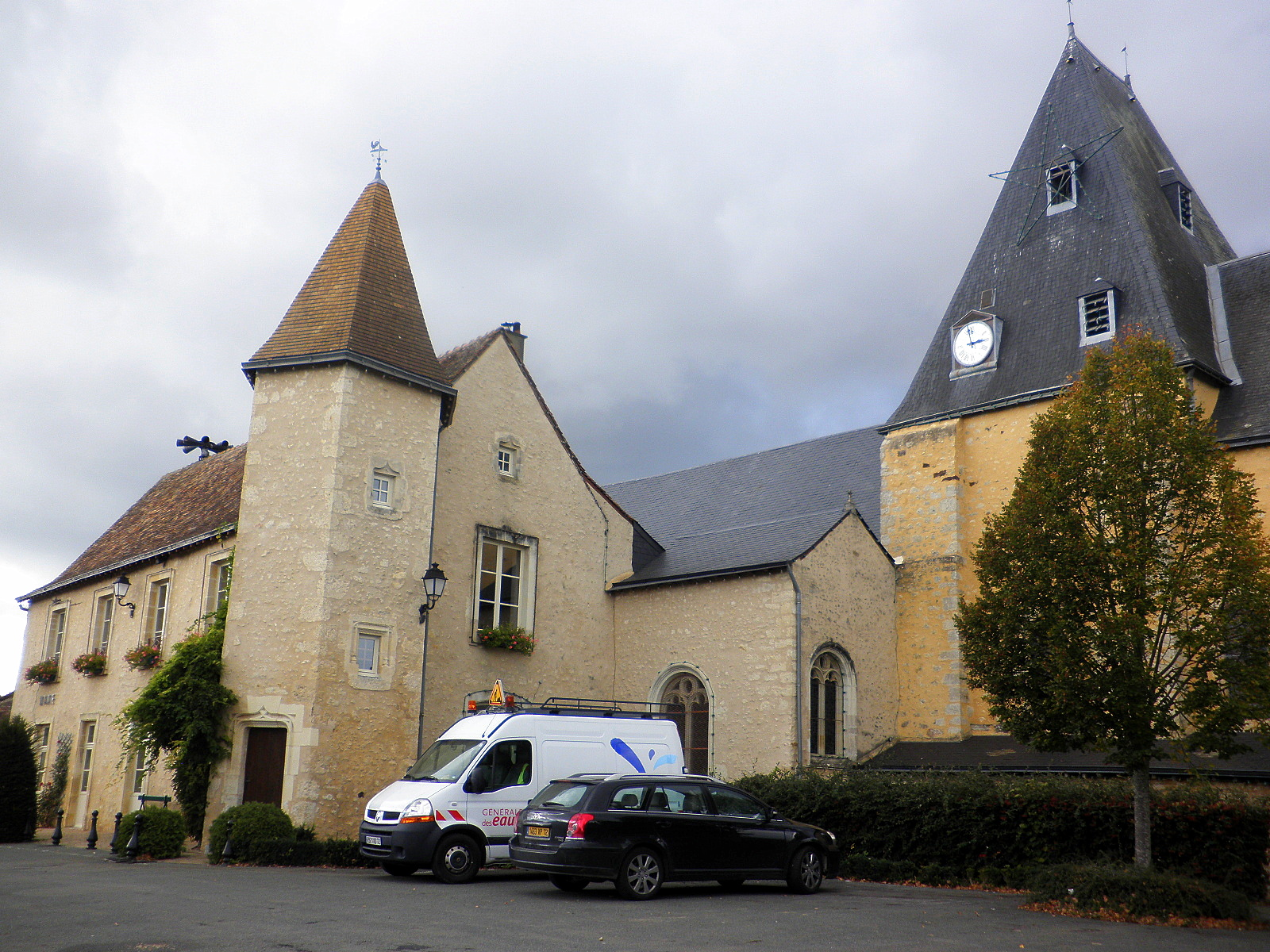
La mairie et l'église Saint-Jean-Baptiste.

### La cure
L'ancien presbytère, au centre bourg (actuellement reconverti en logements), fut construit au début du XVe siècle pour le prêtre séculier de la paroisse. On remarque sur sa façade un cadran solaire.

### Le collège
En 1560, à la mort de Maître Jean Rousson, curé modèle et maître d'école, grâce à ses donations et à celles de Maître Pierre de la Becquanne, sa maison des Thébaudières fut transformée en collège de garçons.

### La chapelle du cimetière
Située à l'intérieur du cimetière communal, elle daterait au moins du Xe siècle et aurait dépendu du petit château fort. Remaniée à plusieurs reprises, notamment à la fin du XVIe-début du XVIIe, puis début du XIXe. On remarque à son flanc l'amorce d'une arcade dont il se pourrait qu'elle soit un vestige des cintres d'un pont qui conduisait les seigneurs de leur enclos à la chapelle seigneuriale.
À l'intérieur se trouve un retable du XVIIIe dont la peinture centrale représente le baptême du Christ d'après Mignard, ainsi que des plaques commémoratives en l'honneur des soldats de la commune morts au champ d'honneur.

### Tombe d'un soldat de Napoléon
Située également à l'intérieur du cimetière communal, une tombe d'un soldat de Napoléon Ier, Michel Chevallier, mort en 1876.

### Église Saint-Georges de Villedieu
- Église du XIIe siècle, inscrite aux Monuments historiques en 1984[19].

## Activité et manifestations
- Festival des rillettes et des bourdons[Note 4], le premier dimanche d'août.
- Festival « À tout bout d’champ ».
- D'avril 1978 à septembre 1988 ont eu lieu à Chantenay-Villedieu une série de concerts et de festivals organisés par l'association Chantenay jazz et images.

## Personnalités liées à la commune
- Anne de La Girouardière (1740 à Chantenay - 1827); religieuse.
- François Roch Ledru des Essarts (1765 à Chantenay - 1844), général du Premier Empire.
- Jean Eynaud de Faÿ (1907 à Chantenay - 1992), spécialiste des transmissions, résistant, commandant des FFI de Maine-et-Loire en 1944.
- Jacques Eynaud De Faÿ (1908 à Chantenay - 2008), exploitant agricole.
- Pierre Cornuel (né en 1952 à Chantenay), auteur, peintre, illustrateur.
- Jean Rochard (né en 1957), producteur de musique, a passé son enfance et son adolescence à Chantenay-Villedieu.